# Acconto sulle royalties
Un acconto sulle royalties è una forma di pagamento nel campo del mercato delle licenze sulla proprietà intellettuale, effettuato dal licenziatario al licenziante all'inizio del periodo di licenza (solitamente immediatamente dopo il contratto) che deve essere compensato con i futuri pagamenti di royalty. È anche noto come pagamento minimo garantito di royalty.
Un esempio potrebbe essere quello di un autore di un libro può vendere una licenza a un editore in cambio del 5% di royalty sulle vendite del libro e di un anticipo di € 5.000 su tali royalty. In questo caso, l'autore riceverebbe immediatamente i € 5.000 e i pagamenti delle royalty verrebbero trattenuti fino a quando non raggiungano i € 5.000 di royalty già pagate, ovvero fino a quando gli incassi dell'editore dalla vendita di copie del libro non avessero raggiunto i € 100.000; dopo quel punto, il 5% di royalty verrebbe pagato su qualsiasi vendita aggiuntiva
.